# 西向日車站

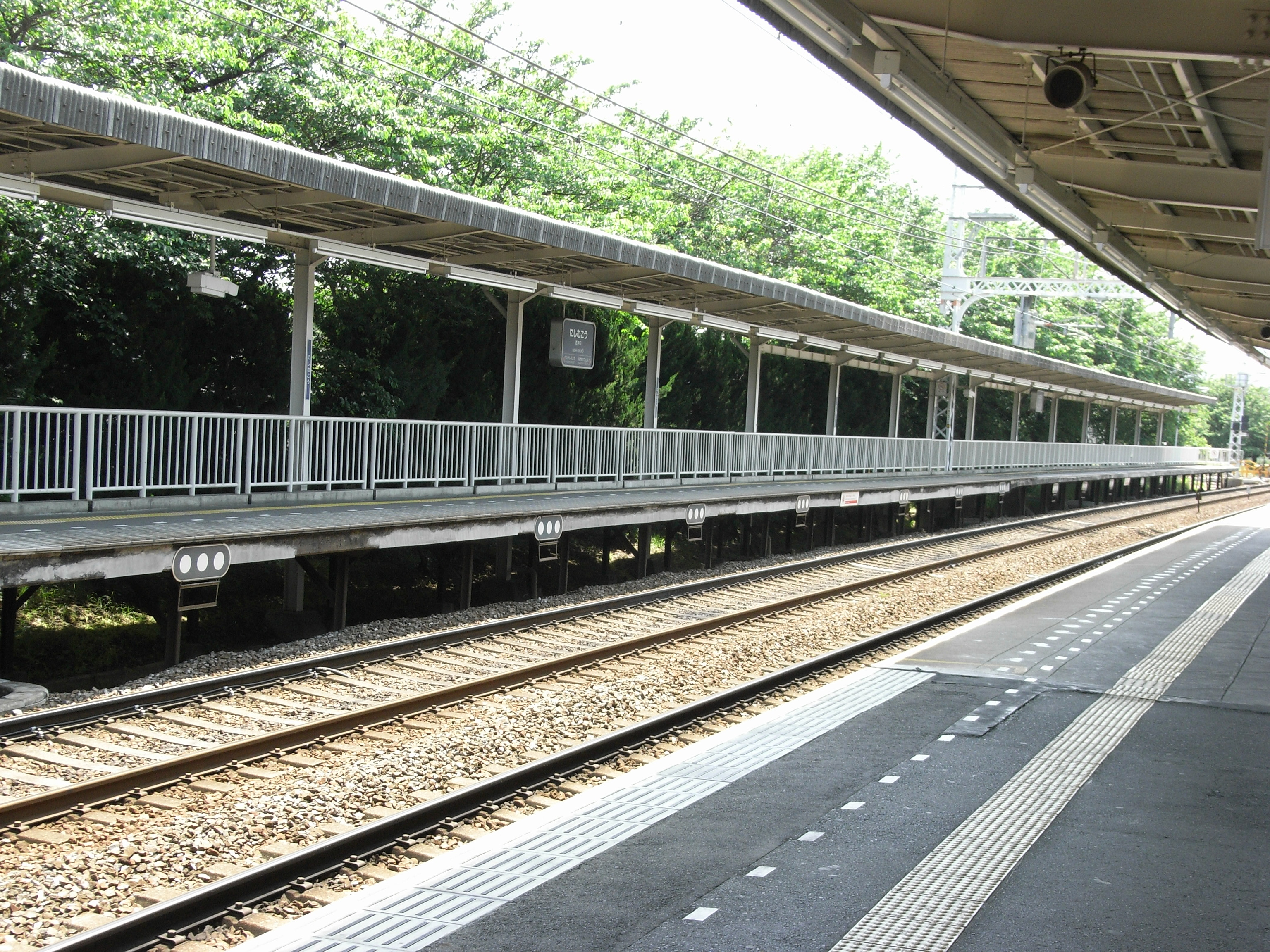
月台

西向日站（日语：／ Nishi-Muko eki */?）是一個位於京都府向日市上植野町，屬於阪急電鐵京都本線的鐵路車站。車站編號為HK-78。

## 歷史
- 1928年（昭和3年）11月1日 - 隨著新京阪鐵道（日语：新京阪鉄道）的高槻町站（現在的高槻市站） - 京都西院站（現在的西院站）間延伸的同時，本站以西向日町站（にしむこうまちえき）的名稱開業[2][3]。 開業時設有待避線。
- 1930年（昭和5年）9月15日 - 公司合併，成為京阪電氣鐵道新京阪線的車站[2]。
- 1943年（昭和18年）10月1日 - 公司合併，成為京阪神急行電鐵（現在的阪急電鐵）的車站[2]。
- 1949年（昭和24年）12月1日 - 新京阪線改稱為京都本線。[2]。
- 1972年（昭和47年）10月1日 - 向日町實施市制，改稱為西向日站[2]。
- 2013年（平成25年）12月21日 - 導入車站編號[2]。

## 車站構造
側式月台2面2線的地面車站。

### 月台配置
| 月台 | 路線     | 方向 | 目的地                              |
| ---- | -------- | ---- | ----------------------------------- |
| 1    | 京都本線 | 上行 | 往 京都河原町、嵐山                 |
| 2    | 京都本線 | 下行 | 往 高槻市、淡路、大阪梅田、天下茶屋 |

## 使用狀況
根據「向日市統計書」的統計，2019年（令和元年）1日平均上下車人次為12,493人。
近年1日平均上下車、上車人次統計如下表。
| 年度   | 1日平均 上下車人次 | 1日平均 上車人次 |
| ------ | ------------------ | ---------------- |
| 1997年 | 15,473             | 7,896            |
| 1998年 | 14,488             | 7,320            |
| 1999年 | 14,230             | 7,188            |
| 2000年 | 14,111             | 7,110            |
| 2001年 | 13,783             | 6,924            |
| 2002年 | 13,105             | 6,576            |
| 2003年 | 12,991             | 6,518            |
| 2004年 | 12,710             | 6,377            |
| 2005年 | 13,104             | 6,594            |
| 2006年 | 12,230             | 6,207            |
| 2007年 | 12,353             | 6,264            |
| 2008年 | 12,803             | 6,459            |
| 2009年 | 11,972             | 6,048            |
| 2010年 | 11,762             | 5,926            |
| 2011年 | 12,053             | 6,053            |
| 2012年 | 11,920             | 6,012            |
| 2013年 | 12,021             | 6,098            |
| 2014年 | 12,160             | 6,175            |
| 2015年 | 12,382             | 6,248            |
| 2016年 | 12,511             | 6,321            |
| 2017年 | 12,440             | 6,264            |
| 2018年 | 12,546             | 6,289            |
| 2019年 | 12,493             | 6,279            |

## 車站周邊
- 京都府乙訓綜合廳舍
- 長岡京大極殿跡
- 朝堂院公園
- 向日神社
- 向日市天文館
- 向日町警察署
- 向日町郵局
- 向日市立勝山中學校
- 向日市立向陽小學校
- 瀧之町一丁目・二丁目（長岡京市）

### 公車路線
距離本站最近的公車站為「向日町郵便局前」，可搭乘阪急巴士。
| 系統 | 目的地     | 主要行經地                           |
| ---- | ---------- | ------------------------------------ |
| 80   | JR山崎     | JR長岡京・阪急長岡天神・友岡・西法寺 |
| 80   | 阪急東向日 | 瀧之町                               |

## 相鄰車站
阪急電鐵
 京都本線
□快速特急A、■快速特急、■特急、■通勤特急、■快速急行、■快速
通過
■準急、■普通
長岡天神（HK-77）－西向日（HK-78）－東向日（HK-79）

## 外部連結
- 西向日 - 阪急電鐵